# Cal Visó
Cal Visó és una masia Puig-reig (Berguedà) al nord-oest del terme municipal, tocant a Casserres. S'hi accedeix per la carretera BV-4131 (Puig-reig-Casserres), al km 9,5 pista asfaltada en direcció sud-oest i seguint uns 700 m

## Descripció
La casa de pagès ha conservat, més o menys, la volumetria originària però amb moltes reformes modernes. És de planta quadrada amb ampliacions successives fetes en època recent, sobretot a la façana principal (al costat est), on s'ha afegit un cos rectangular que serveix com a garatge a planta baixa i com a terrassa a la planta primera. Els murs són arrebossats i pintats. La coberta és de teula àrab a dues vessants, amb el carener perpendicular a la façana principal a l'est. Només es conserva, de les obertures originàries, una finestra geminada d'arcs de mig punt, a la segona planta de la façana principal. La resta d'obertures han estat refetes i són regulars. Al costat de tramuntana hi ha un cobert, fet amb pedra i maó, que ha conservat les característiques constructives tradicionals, tot i que posteriorment ha estat engrandit considerablement.

## Història
Es tracta d'una casa petita, a la qual s'hi van anar fent successives ampliacions i reformes. Anteriorment la casa estava portada per masovers. La família dels actuals propietaris la van comprar immediatament després de la Guerra Civil.